# Включене спостереження
Вклю́чене спостере́ження — якісний метод дослідження, який дає можливість вивчати людей у їхньому природному середовищі, у повсякденних життєвих ситуаціях. Це форма польових досліджень, які відбуваються у реальних умовах, які, на відміну від експерименту, ніким не контролюються і не структуруються. Це гарний метод для виявлення того, що люди справді роблять, а не кажуть, що роблять.
Як видно з назви методу, дослідники беруть безпосередню участь у діяльності тієї організації або колективу, які вони вивчають. Таким чином, дослідник повинен постійно балансувати дві ролі: учасника та спостерігача. Особливо важливо уникнути повного «вливання» у колектив, коли дослідник починає ідентифікувати себе з тими, кого вивчає.
Дослідника може виступати в двох ролях:
- Учасник як спостерігач («інсайдер»)
- Спостерігач як учасник («нейтральний аутсайдер»)